# Chrysocercops shoreae
Chrysocercops shoreae là một loài bướm đêm thuộc họ Gracillariidae. Nó được tìm thấy ở Malaysia (Terengganu and Pahang).
Sải cánh dài 5-6,6 mm.
Ấu trùng ăn Shorea materialis. Chúng ăn lá nơi chúng làm tổ. 